# Yana Zinkevych
Yana Vadymivna Zinkevych, en ucraniano: Яна Вадимівна Зінкевич , (Rivne, 2 de julio de 1995) es una veterana del ejército y parlamentaria ucraniana parapléjica. Fue elegida como una de las 100 mujeres de la BBC en 2022.

## Biografía
Zinkevych nació en 1995 en Rivne. Fue educada en Навчально-виховний комплекс y realizó su formación médica en la Дніпровський державний медичний університет.
Durante la guerra del Donbás, Zinkevych fue la comandante del Batallón Médico Hospitalario, que salvó a unos 200 soldados. En diciembre de 2015 resultó gravemente herida en un accidente de tráfico; como consecuencia, quedó paralítica y utiliza una silla de ruedas. 
Zinkevych fue elegida representante del partido Solidaridad Europea (en la novena convocatoria de la Verjovna Rada) en las elecciones parlamentarias ucranianas de 2019, donde ocupó el séptimo puesto en la lista electoral del partido.

## Reconocimientos
Es una de las galardonadas con la Orden del Mérito de Ucrania y en 2022 fue incluida en la lista de las 100 mujeres de la BBC.